# 江藤隆美
江藤 隆美（えとう たかみ、男性、1925年〈大正14年〉4月10日 - 2007年〈平成19年〉11月22日）は、日本の政治家。位階は正三位。勲等は勲一等。自由民主党の衆議院議員として建設大臣、運輸大臣、総務庁長官を歴任した。

## 来歴
宮崎県日向市梶木の小作農の家に生まれる。福治の二男。世界恐慌の影響もあって家計は苦しく、小学5年生で出稼ぎに出され、1日55銭の肉体労働をした。
旧制富高実業学校（現在の宮崎県立門川高等学校）を経て、1947年に旧制宮崎農林専門学校（現在の宮崎大学）を卒業。同年には宮崎県富島町農業会技手となり、翌年6月には宮崎県南臼杵畜産農業協同組合参事に就任した。
1955年、宮崎県議会議員選挙に出馬し当選。3期務めた。
1969年の第32回衆議院議員総選挙に立候補し、初当選（当選同期に小沢一郎・羽田孜・梶山静六・奥田敬和・林義郎・渡部恒三・綿貫民輔・塩崎潤・森喜朗・村田敬次郎・松永光・中山正暉・浜田幸一など）。この選挙で初当選した衆議院議員は「四十四年組」と呼称された。1973年には中川一郎が主催する青嵐会の結成に、石原慎太郎らと共に参加した。1983年、自民党国会対策委員長に就任した。いわゆる党人派の国会議員として注目されるようになる。
1985年12月、第2次中曽根内閣の建設大臣として初入閣。
1989年6月、宇野宗佑内閣では自民党幹事長に昇格した橋本龍太郎の後任として、幹事長代理となる。しかし、迎えた1989年の第15回参議院議員通常選挙では土井たか子が委員長を務める社会党マドンナ旋風、宇野宗佑首相の女性問題、消費税、リクルート事件と逆風にさらされ、自民党は歴史的な大敗を喫す。
続く第1次海部内閣で運輸大臣に就任。1990年1月30日に、新東京国際空港（現在の成田国際空港）2期工事推進のため、建設予定地を視察する（成田空港問題、後述）。
1990年の第39回衆議院議員総選挙に前年のマドンナ旋風の煽りを受けて現職運輸大臣ながら落選したが、1993年の第40回衆議院議員総選挙で当選し中央政界に復帰した。
1995年8月、村山改造内閣で総務庁長官に就任するが、同年11月、「植民地時代に日本は悪いこともしたが、良いこともした」というオフレコ発言を巡り批判を受け、長官を辞任した（後述）。
1998年の自民党総裁選挙では梶山静六を擁立。同年11月3日、勲一等旭日大綬章受章。
1999年3月、亀井静香らとともに、「日本国民の精神文化再構築」「慎みと品格ある日本人本来の国民性の復活」を標榜する志帥会を旗揚げする。
2000年日本における口蹄疫では、党総合農政調査会最高顧問兼対策本部長として陣頭指揮を執った。
小泉純一郎内閣が道路公団民営化を主張した際には道路族議員として強く反発。郵政民営化で猛烈に反発した亀井静香とともに、民営化路線を推進する小泉純一郎政権下において「抵抗勢力」と位置づけられ、江藤自身も著書で小泉や竹中平蔵のことを「欧米かぶれした白面の輩」とこき下ろしている。
2003年の総選挙には出馬せず、引退した。通算で当選10回。
2007年11月22日、訪問先のベトナム・ホーチミン市内のホテルで、就寝中に心臓発作で死去した。82歳没。

## 政策
タカ派として知られ、若手の頃から武闘派で鳴らした。中曽根派では渡辺美智雄、宇野宗佑、藤波孝生、山崎拓らと共に幹部として発言力を持っていた。
派閥は中曽根派→渡辺派を経て、村上・亀井派に所属。村上正邦が自民党参議院議員会長に転出し派閥会長を退いたため、亀井が会長として名前挙がるも旧渡辺派から入ってきたメンバーに山中貞則、中山正暉のような頑固者の重鎮が多くとてもじゃないが手に負えないと思った江藤に会長を打診するも「お金がない」と一度断るも亀井がお金を出すことで江藤が1999年7月に第2代会長に就任（亀井は会長代行）、同派は江藤・亀井派となる（2003年江藤引退後は亀井が会長）。引退後も志帥会（伊吹派）名誉会長として派閥会合に毎回出席していた。

## 人物
- 森喜朗によると、獣医学部が6年制に改められた際に国立大学の獣医学部を地域ごとに統合することが構想されたが、江藤はこれに対して日本獣医師会とともに激しく反発し、私立大学に新たな獣医学部を設けさせないことを文部省に呑ませた。森はこれが安倍晋三政権下での岡山理科大学での獣医学部新設に至るまで私立大学での獣医学部設置の実績が半世紀なかった原因だとしている（加計学園問題）[23]。
- 2001年4月の総裁選では亀井静香を立てるが、議員投票の前に小泉純一郎と9項目の政策協定を結んで辞退した[24]。しかし、総裁選の翌日に江藤・森喜朗・亀井の3人で食事をしていた際、亀井のところに平沼赳夫から電話があり「小泉さんから電話があって、政調会長をやってくれと頼んできた」と報告を受けた。9項目の一つである「人事は両派で相談して決める」という取り決めをいきなり反故された形になり、亀井も「政策協定を結んだばかりなのに協議もせず勝手なことを」という気持ちがあったものの、「平沼の事だからいいか」と思い「まあええわ」と返したが、江藤は電話を奪い「まかりならん、協定違反だぞ」と一喝した。これで平沼の政調会長はなくなり、同席していた森がその様子を見てこっそり出て行った。亀井は代わりの人選をするために森は小泉のところに行ったとしている。結局、政調会長は麻生太郎が就任し、平沼は経済産業大臣に落ち着いた[11]。

### 人柄
- 趣味はスポーツ、旅行[1][2]。宗教は日蓮宗[1][2]。住所は宮崎県東臼杵郡門川町大字門川尾末[1][2]。
- 妻とは東京での勤務先の事務所で知り合い、道の途中で待ち受けて「私はあなたと結婚します」と宣言するなど、強引に結婚まで持ち込んだ。相手を圧倒するほどの情熱と溢れる男らしさがあってのことだろうと亀井は述べている[11][25]。

### 成田空港問題との関わり
1989年11月30日、三里塚芝山連合空港反対同盟熱田派から公開質問状を受けた江藤は、運輸大臣として成田空港問題について「地元への不十分な説明が問題の長期化が原因」と答えて遺憾の意を表明する文書を郵送し、その旨を12月4日に会見で発表した。運輸大臣が公に成田空港問題について過去の誤りを認めたのはこれが初めてである。
江藤は1990年1月30日に現地を訪問している。反対同盟熱田派の地元住民らは「江藤は絶対に土下座して謝ると思う。」「あいつはそれができる男だ」「ヤツに先に土下座されちゃったら俺らは不利だ」と、百姓の子であることを売り物にしていた江藤が土下座してくることを予測しており、反対同盟のイメージを守るためのパフォーマンスとして反対派は地元の農家の老人が江藤に先んじて土下座することで示し合わせていた。しかし、当日江藤はライトバンで乗り付け、黒塗りの車で大臣がくると思っていた反対派を慌てさせる。江藤の来訪に気づいた老人が手筈通り道路に飛び出して土下座し「これ以上農民を苦しめないでくれ」と訴えると、江藤は自らも膝を地面につき、老人の手を取りながら話し掛けた。また雨天の中反対派農家を回り、卓を囲んで住民の話に耳を傾けるなど、武闘派らしからぬ一面を見せた。
公開質問状に直接答えるという形でこの日横堀公民館で行われた反対派との会談は、激しいやり取りとなった。「はじめにお断りしておきますが、私は百姓の生まれでありまして、頭のてっぺんから爪先まで百姓の血が流れております。そのことを誇りにも思って来たし、貧乏をして育ちましたけれども、貧乏を一度も恥と思ったことはありません」「私を殴って気がすむならそれで結構。誠実に皆さんの気持ちにこたえたい」と切り出した江藤に対し、何か一つでも言質をとろうとする反対派は執拗な質問を続けた。「（昭和）41年以来のやり方あるいは言動について責任があるとおっしゃれば私が甘んじてそれを受けていきます」と語る江藤に対し地元農家が「誰か出刃包丁持ってこいや。大臣に腹切ってもらうべや」と言い放つ局面や、江藤が成田空港の状況を説明しようとした際に「戦車を持っていってぶっ潰す」と反対派に脅しをかけていると受け取られる舌禍を招いて農民たちが激しく反発する一幕もあった。1時間半ほどの会談の中で江藤は「強制収用は念頭に置かず、誠心誠意やっていく」と話した。表面上の議論は平行線をたどったが、現職の運輸大臣が反対派農民と顔を合わせて話をした事自体が、当時としては画期的なことであった。この日の会談に参加した青年行動隊を中心とする農民たちの中で、本音で語りかける江藤に対して悪い印象を持った者はいなかったという。
江藤は後にこの時のことを以下のように振り返っている。

現地について車から降りたら、いきなり道路で土下座されたのでびっくりした。争いをおさめようとするなら強いほうが弱いほうに頭を下げなければならない、こっちが先に頭を下げようと思っていたのに、機先を制せられた。俺はどん百姓の出だから、成田の農民の気持ちは痛いほど分かった。農民は純真で、愚直なほどまじめ。だが、まかり間違うと、てこでも動かなくなる。当時、そういう状態だった。部下にはよく、こう言っていた。死んでも土地を守るというのが本当の農民。農民が売らないから、空港ができないというのは大きな誤りだと。私は、空港問題をこじらせた責任は、むしろ行政のほうにあると思っていた。国はずっと対応を誤ってきた。空港を作ることには熱心だが、周辺住民に対する心配りが欠けていた。農民が過激派と手を結んだのも、やむを得ない面があった。だから、住民に反省の意を込めて、一度おわびして、改めて協力を求めることが大事だと思った。だが、それは役人に任して、やれることではない。政治家が命をかけてやるべきこと。そこで、大臣の私が自ら糸口を見つけるべきだと考えてあの会談を部下に設定させた。空港問題が片付くなら、政治家としてはもう、死んでもかまわないと覚悟を決めて出かけた。--朝日新聞成田支局『ドラム缶が鳴りやんで―元反対同盟事務局長石毛博道・成田を語る』四谷ラウンド、1998年、132-133頁。

この会談直後の第39回衆議院議員総選挙で江藤は落選するが、運輸大臣を辞める直前の同年2月21日に「最後に運輸省の誠意を伝えたい」として反対同盟小川派代表の小川嘉吉の自宅を訪問した。玄関の上がり框に腰かけて2時間にわたり小川を待ったが、小川は最後まで顔を出さず、奥の部屋に向かって空港建設への協力を求める口上を述べた後、「今朝は大変失礼しました」としたためた名刺を置いて引き上げた。なお、小川は1996年に新東京国際空港公団への用地売却に応じ、反対闘争を終えている。
また、現役の運輸大臣が現地に赴いて反対派住民の集団と対話したのは江藤が初めてであり、現地訪問は結果として話し合いの機運を生んだことから、元熱田派事務局長は江藤のことを「成田問題の最大の功労者」と評価をしている。江藤が1993年に復活当選した時には空港周辺住民ら50人が当選祝いの会を開き、勲一等旭日大綬章を受けたときにも祝賀会を開催した。江藤が政界を引退した後も、元熱田派は江藤を地元に招いて慰労会を開いている。

### 「日本はいいこともした」発言
1995年10月、記者会見の席で、村山首相が「韓国併合条約は当時の国際関係等の歴史的事情の中で法的に有効に締結され、実施されたもの」と政府見解を述べたことについて記者から質問を受けた江藤は、「これからは雑談。記事にする話ではないし、メモもとらないでほしい。若いみなさんの参考のためにお話ししよう」と切り出し、「条約は、法的に有効だった」「植民地時代、日本はいいこともした」などと述べた。これは「名前を伏せたとしても、記事にはしない」という形のオフレコであったが、会員制月刊誌『選択』が江藤の名前を伏せた形で「フタされた某現職閣僚の暴言の中身」と題し懇談の内容を報じた。さらに、韓国の東亜日報が「江藤長官が妄言」と江藤を名指しで報道したことにより、国際問題に発展する。
これを受けて国内の報道各社にオフレコ解除を求められた江藤は拒否して争う構えを見せたものの、批判は高まり、更にオウム真理教事件を契機に提出されていた宗教法人法改正の審議にも支障をきたしかねないことから、長官辞任を余儀なくされた。植民地発言と同じ頃、沖縄県知事の大田昌秀によるアメリカ軍用地強制使用手続きの代理署名拒否問題が起こった際、防衛施設庁長官の宝珠山昇が、オフレコで首相の村山富市を「頭が悪い」と批判して辞任するなど、メディアがオフレコを報じるべきか報じないべきかをめぐり、その場にいた記者が江藤の「ここから先はオフレコで」という発言を認めていながらオフレコの内容を報道したこととあわせて当時論争になった。なお、江藤は2021年8月現在、中国・韓国に歴史認識をめぐる発言を追及されて辞任した最後の閣僚である。
またその後の2003年7月12日に福井市内で行った講演においても、日本の過去の戦争が全て正しかったわけではないとしつつ、「侵略戦争だったと頭を下げて、自分の国が悪いように言ってきた」として、日本の歴代首相が謝罪を行ってきたことを批判した。1910年の韓国併合条約については、「両国が調印して国連が無条件で承認した」と発言し、1937年の南京事件についても「南京大虐殺が30万人などというのは、でっちあげのうそっぱち」と主張した。江藤のこれらの発言に対し中韓両国や野党は反発した。
舌禍事件により閣僚の椅子を失った形となったが、30年後の2025年5月には息子の拓も失言がきっかけとなって農林水産大臣からの辞任を余儀なくされている。

## 家族
江藤家
- 妻・てい子（1934年 - 2022年[49]、東京、鹿間義司の二女）[1][2]
- 長男・拓（衆議院議員、1960年 - ）

## 略歴
- 1925年4月10日 - 誕生。
- 1940年 - 宮崎県立第一富高尋常高等小学校卒業[3]。
- 1943年[3] - 宮崎県立富高実業学校卒業[3]。
- 1947年 - 宮崎農林専門学校獣医畜産学科卒業[1][3]。
- 1959年 - 宮崎県議会議員当選[3]（3期）。
- 1969年 - 第32回衆議院議員総選挙初当選（通算当選10回）。
- 1973年 - 青嵐会参加。
- 1974年 - 農林政務次官。
- 1976年 - 国土政務次官。
- 1983年 - 自民党国会対策委員長。
- 1985年12月 - 建設大臣。
- 1989年6月 - 自民党幹事長代理。
- 1989年8月 - 運輸大臣。
- 1990年 - 第39回衆議院議員総選挙に現職大臣ながら落選。
- 1993年 - 第40回衆議院議員総選挙返り咲き当選。
- 1995年8月 - 総務庁長官。
- 1998年11月3日 - 勲一等旭日大綬章受章[50]。
- 2003年 - 政界引退。後継者は息子の江藤拓。
- 2004年 - 門川町名誉町民の称号を受ける。
- 2007年11月22日 - 死去。

## 著書
- 『「真の悪役」が日本を救う ポピュリズムは最後に民衆を苦しめる』講談社、東京、2003年。ISBN 4-06-211883-1。OCLC 167771845。